# 銚子電鐵3000型電聯車
銚子電鐵3000型電聯車（日语：／ Chōshi Dentetsu 3000-gata densha）是銚子電氣鐵道的銚子電氣鐵道線使用的電聯車。3000型是為了替代車體老化的銚子電鐵1000型電聯車，而由銚子電鐵向伊予鐵道購入的伊予鐵道700系電聯車改裝而成的電車，並於2016年3月26日投入使用。
此次為銚子電鐵自2009年11月以來第三度向伊予鐵道購入鐵路車輛，其總費用約為7500萬日圓；而部分費用由日本政府、千葉縣與銚子市的補助金分擔。本型車的3501號車輛於2022年11月加裝由信濃鐵道169系電聯車轉讓的躺椅，為銚子電鐵開業99年以來首度安裝躺椅的車輛。